# Lysandra syriaca
Lysandra syriaca is een vlinder uit de familie van de Lycaenidae. De wetenschappelijke naam van de soort is voor het eerst gepubliceerd in 1910 door James William Tutt.

## Verspreiding
De soort komt voor in Turkije (Taurus-gebergte van zeeniveau tot 2000 meter hoogte) en Libanon.

## Vliegtijd
In het hooggebergte van Libanon heeft deze vlinder twee generaties, de eerste vanaf begin juni en de tweede van eind juli tot in augustus.

## Ondersoorten
- Lysandra syriaca syriaca (Tutt, 1910)
- Lysandra syriaca burak Koçak, 1992 (Taurus-gebergte)